# Cirro (Siria)
Cirro (in greco: Κύρρος) è un'antica città della Siria settentrionale. Altri nomi con cui è conosciuta la città sono Hagioupolis, Bani Hurri نبي حوري, Khoros (in arabo حوروس Ḳūrus). Le sue rovine si trovano a 70 km da Aleppo, al confine con la Turchia; la città più vicina (24 km) è infatti la turca Kilis.

## Storia

### Periodo seleucide
Fu fondata probabilmente da Antigono I Monoftalmo, uno dei Diadochi che dopo la morte di Alessandro Magno aveva preso il controllo dell'Asia Minore. Secondo altre fonti il fondatore sarebbe stato Seleuco I, altro generale di Alessandro Magno che, intorno al 300 a.C. avrebbe individuato questo sito nelle vicinanze del fiume Afrin, affluente dell'Oronte e gli avrebbe dato il nome di Cirro per analogia con l'omonima città della Macedonia. Doveva costituire una roccaforte a protezione della vicina metropolis di Antiochia (nella parte nord-est). Entrò a far parte del regno d'Armenia al tempo di Tigrane II (prima metà del I secolo a.C.).

### Periodo romano
Con la conquista della Siria da parte di Pompeo nel 64 a.C., Cirro fu annessa all'Impero romano, divenendo centro amministrativo, militare e commerciale sulla strada tra Antiochia e l'Eufrate. Al tempo della crisi partica che vide Germanico inviato dal padre adottivo, Tiberio, in Oriente per trovare una soluzione con il potente e vicino regno arsacide, proprio a Cyrrhus (fortezza legionaria della X Fretensis) si incontrarono il figlio adottivo e l'allora governatore di Siria, Gneo Calpurnio Pisone. Fu visitata dagli imperatori Traiano e Caracalla durante le loro campagne militari contro i Parti del II e III secolo.
Qui nacque l'usurpatore al trono dell'imperatore romano Marco Aurelio, Avidio Cassio, il quale nel 175 pensò di ottenere la porpora imperiale grazie alle armate del fronte orientale. Poco dopo cadde ucciso per mano di un suo stesso centurione, che così scongiurò una nuova guerra civile. La città con la divisione tetrarchica, divenne capitale della nuova provincia della Eufratensis. Fu quindi conquistata dalle armate sasanidi di Sapore I nel 252/253.
Nelle immediate vicinanze di Cirro morirono i Santi Cosma e Damiano, i cui corpi, dopo il martirio (avvenuto nel 283), vennero riportati nella città e custoditi in quella che più tardi diverrà una Basilica. A seguito di questo avvenimento alla città di Cirro venne dato il nome di Hagioupolis (città dei santi).
Fu sede episcopale suffraganea di Hierapolis Bambyce e il vescovo più celebre fu Teodoreto di Cirro (Antiochia, 393 circa – Cirro, 457 circa) i cui scritti testimoniano che all'epoca la diocesi conteneva più di 800 chiese. Teodoreto fece costruire argini sulle sponde dell'Oronte, contribuendo a migliorare la qualità di vita degli abitanti della città.

### Periodo bizantino ed arabo
Nel VI secolo la città fu restaurata e fortificata da Giustiniano, e nell'epoca bizantina fu importante soprattutto come piazzaforte. Nel 637 fu presa dagli Arabi e nell'XI secolo fu teatro di scontri armati durante la prima Crociata. Nel 1150 fu riconquistata da Nur-ed-din e cominciò il suo rapido declino, quasi scomparendo già nel XII secolo.

## Archeologia del sito
Oggi rimangono sufficienti resti archeologici. La forma della città era di tipo triangolare, lungo le rive del fiume affluente dell'Oronte. Esistono ancora resti delle antiche mura (ricostruite al tempo dell'Imperatore bizantino, Giustiniano I), dell'acropoli e di un piccolo forte romano (delle dimensioni di circa 1 ettaro, che doveva trovarsi nei pressi dell'antica fortezza legionaria). Il monumento meglio conservato è invece un ampio teatro romano del II secolo (uno dei più grandi dell'intero Impero romano con i suoi 115 metri di diametro). 

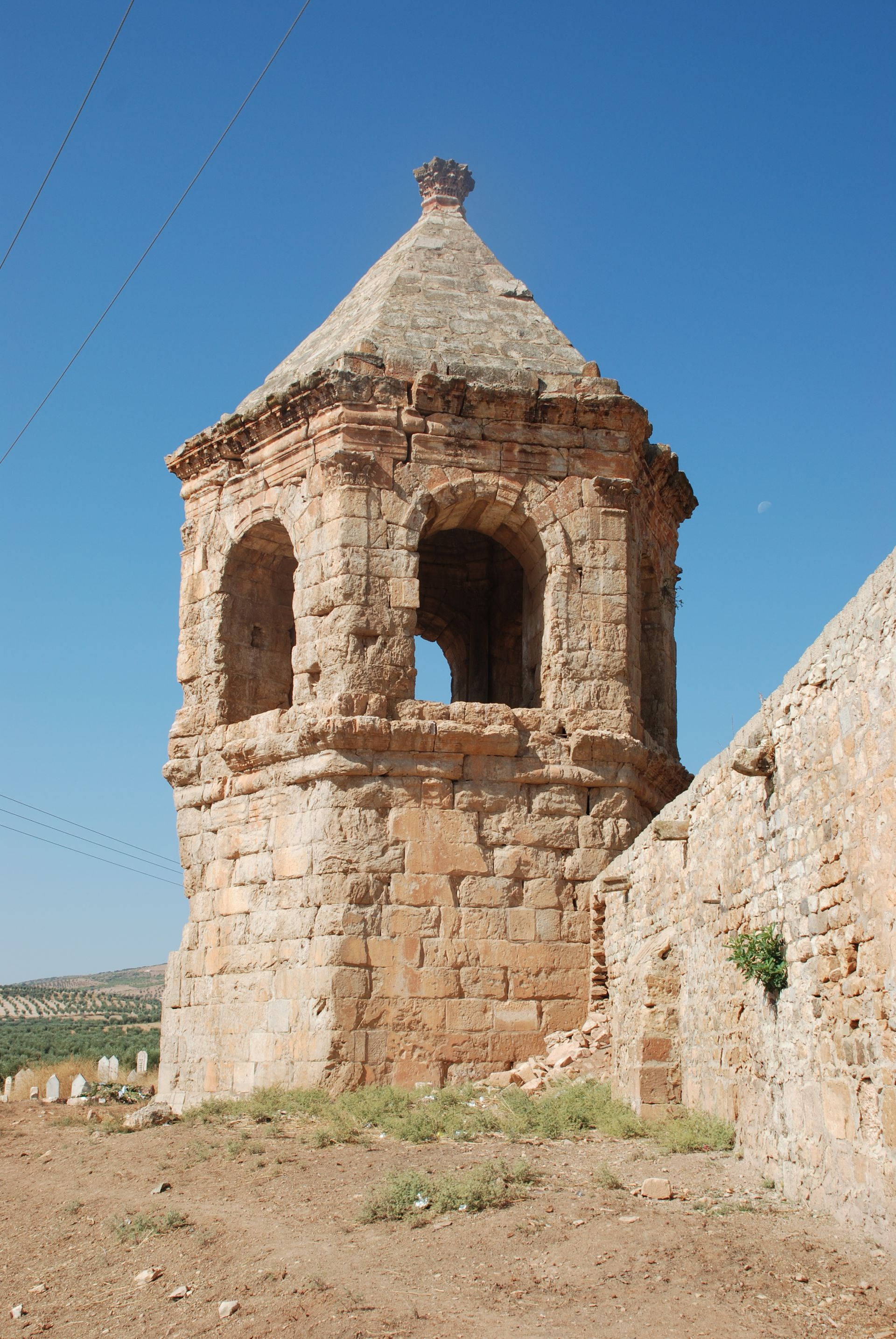
Mausoleo romano trasformato in chiesa.

A tutto ciò si aggiunga una lunga via porticata di ben 800 metri, che divideva in due la città. Alla fine poi del cardo maximus vie era poi un propileo, mentre all'interno ed esterno della città sono state trovate numerose chiese cristiane, una delle quali sembra fosse un mausoleo a forma esagonale con un tetto a forma di piramide (appartenente forse ad un centurione romano del tardo II secolo).